# みのもんたの“さしのみ”
『みのもんたの“さしのみ”』は、2006年4月3日 - 9月25日まで、日本テレビ系列で、毎週月曜日23時25分から23時55分（JST）に放送されていたトーク番組である。司会はみのもんたが務めた。

## 番組の概要
毎週みのもんたが、ゲストに合わせた飲食店などでロケを行い、みのがゲストと1対1のトークを展開。ゲストの本音を聞きだすというもの。トークは番組のタイトル（タイトルはさし（＝一対一で向かい合って）でのみ（＝酒を飲んで）、本音を聞きだす。を縮めたもの）宜しく酒を飲みながらであるため、酒好きのみのにとって『おいしい仕事』と言える（安藤忠雄がゲストの回は、日本茶を飲みながらのトークとなった。これは安藤が下戸であることに配慮したからである。また長澤まさみがゲストの回は、彼女が当時未成年であったことを考慮し、カクテル風ジュースを飲みながらのトークとなった）。
新番組のアイデアは、みのが2006年の正月に腰部脊柱管狭窄症で入院中に思い付いたとのこと。テレビを観ていて深夜番組に不満を持っていて、「深夜に大人の見る番組がない。どこをひねってもお笑いとかくだらないネタばかり。古舘君の番組（テレビ朝日系列『報道ステーション』。当時）、筑紫さんの番組（TBS系列『NEWS23』。当時）が終わったら見るものがない」と病室から見える日テレタワーを見ながら一念発起。みのは新番組の抱負として「40代から80代の方まで見て頂ける番組にしたい。本音を聞くより、訴えたいことを語ってもらうような、大人の鑑賞に堪える番組にしたい」と2006年3月3日の緊急会見で語った。
2006年9月25日の放送を以って終了（みのは番組内で、「最初から25回で終わると決めていた」と話している）。
後継番組は嵐と小倉智昭が出演の『嵐の宿題くん』である。なお、小倉は当時「老骨にムチを打っている人に負けられない」と名指しこそせずともみのに対抗心を見せる発言をしており、2006年9月発売の『週刊文春』が「みのに取って代わった小倉起用」と報じていた。

## タイトルの表記
「さしのみ」を縦に表記し、「の」と「み」の部分を微妙にずらした上で、それが途中から赤色の表記に変化し、「の」と「み」を「みの」とも読めるような配置にし、オープニングやCM前には、「みの×○○（「×」は「○○と」という意味をもたせ、○○はゲストの名前が入る）」という風に見せるための意味も併せ持っていた。

## スタッフ
- 演出：千野克彦
- 構成：園田恭子、大澤弘子
- リサーチ：入江規充、田中太督
- テクニカルマネージャー：古川誠一
- テクニカルディレクター：佐々木賢
- カメラマン：森木宏明、小泉明浩、柴田義行
- 音声：桜田勝博、岩崎廉
- ビデオエンジニア：浜田広之
- 照明：大矢幸男、荻野谷徹、上北直
- ビデオ編集：馬場勝、廣川秀樹
- MA：浅井豊
- 音効：新井誠志
- タイトルCG：キャニットG
- メイク：伊藤麻衣子
- 広報：髙松美緒
- デスク：松本陽子
- アシスタントディレクター：廣瀬由紀子、続朋彦
- ディレクター：三瓶篤樹、河野雄平、福田徳隆、田上晃一
- 企画・プロデューサー：横田崇
- チーフプロデューサー：高橋正弘
- 撮影協力：花蝶
- 技術協力：NTV映像センター
- 美術協力：日本テレビアート

## ゲスト
- 第1回 田中眞紀子[1]
- 第2回 和田アキ子
- 第3回 東儀秀樹
- 第4回 藤村俊二
- 第5回 朝青龍
- 第6回 高田純次
- 第7回 千住真理子
- 第8回 安藤忠雄
- 第9回 松本幸四郎
- 第10回 関根勤
- 第11回 春風亭小朝
- 第12回 綾戸智恵
- 第13回 白鵬
- 第14回 古舘伊知郎
- 第15回 美輪明宏
- 第16回 岡田准一
- 第17回 渡哲也
- 第18回 黒木瞳
- 第19回 寺島しのぶ
- 第20回 長澤まさみ
- 第21回 おすぎ
- 第22回 宮本亜門
- 第23回 泉ピン子
- 第24回 桃井かおり
- 第25回 石原慎太郎

## 備考
2006年7月3日放送分では、みのの立教大学の後輩である古舘伊知郎が出演。その際に、みのが「『報道ステーション』に1度出てみたい」と『報道ステーション』への出演を直訴したことがきっかけで、同年7月7日放送分の『報道ステーション』に、みのがゲストコメンテーターとして出演した。